# Qatar National Bank
Die Qatar National Bank (arabisch بنك قطر الوطني, DMG Bank Qaṭar al-waṭanī) ist die größte private Universalbank in Katar. Sie wurde 1964 in Doha gegründet und zählt heute zu den größten Banken im Nahen Osten. Die Bilanzsumme betrug 2009 rund 179,3 Mrd. QAR, was am 31. Dezember 2009 zum Interbankenkurs etwa 34,3 Mrd. € entsprach. Dies entspricht in etwa der Bilanzsumme der Hamburger Sparkasse. Der Gewinn lag bei ca. 4,2 Mrd. QAR, was am 31. Dezember 2009 zum Interbankenkurs etwa 801 Mio. € entsprach. Der RoE lag bei ca. 21,2 % und die Eigenkapitalquote bei ca. 11 %. Die Bank hat 1.300 Mitarbeiter (1.600 mit den ausländischen Beteiligungen).
QNB wurde von führenden Ratingfirmen mit guten Bewertungen versehen (Standard & Poor’s: A+, Moody’s: Aa3, Fitch Ratings: A+ und Capital Intelligence: AA-).
Sie gehörte 2010 je zur Hälfte der staatlichen Qatar Investment Authority und privaten Investoren. Seit ihrer Gründung ist sie stetig gewachsen und besaß 2010 in Katar einen Marktanteil von 40 %. Sie ist in den 2000er Jahren stark gewachsen; der CAGR2005–2009 für die Bilanzsumme lag bei 37,5 %, der für den Gewinn bei 28,7 %.
In der Schweiz ist die Bank mit der Tochtergesellschaft QNB (Suisse) SA mit Sitz in Genf vertreten, welche im Jahr 2022 Mitglied der Schweizerischen Bankiervereinigung wurde.